# Тагіл
Тагіл (рос. Таги́л; манс. багато води) — річка в Свердловській області Росії, права притока Тури.

## Гідрологія
Довжина — 414 км, площа басейну — 10,1 тис. км². Бере початок на східному схилі Середнього Уралу, місце витоку — гора Перевал за 7 км на захід від Новоуральська. Тече переважно на північний схід, впадає в Туру біля села Болотовського, за 16 км вище за течією від селища Санкіно. У верхів'ях є пороги, в низинах річка досить звивиста.
Живлення змішане, з переважанням снігового. Коливання рівня води за рік близько 3,3 м. Середньорічна витрата води — 40 м/с, середній ухил ~ 1 м/км. Замерзає на початку листопада, розкривається в другій половині квітня.
На Тагілі розташовані Верхньотагільське, Леньовське і Нижньотагільське водосховища, міста Верхній Тагіл і Нижній Тагіл.
Основні притоки: Баранча, Салда, Вия, Мугай, Киртомка.

## Дані водного реєстру
За даними державного водного реєстру Росії, відноситься до Іртиського басейнового округу. Річковий басейн — Іртиш, річковий підбасейн — Тобол (російська частина басейну), водогосподарська ділянка — Іртиш від впадання річки Ішим до впадання річки Тобол.

## Галерея

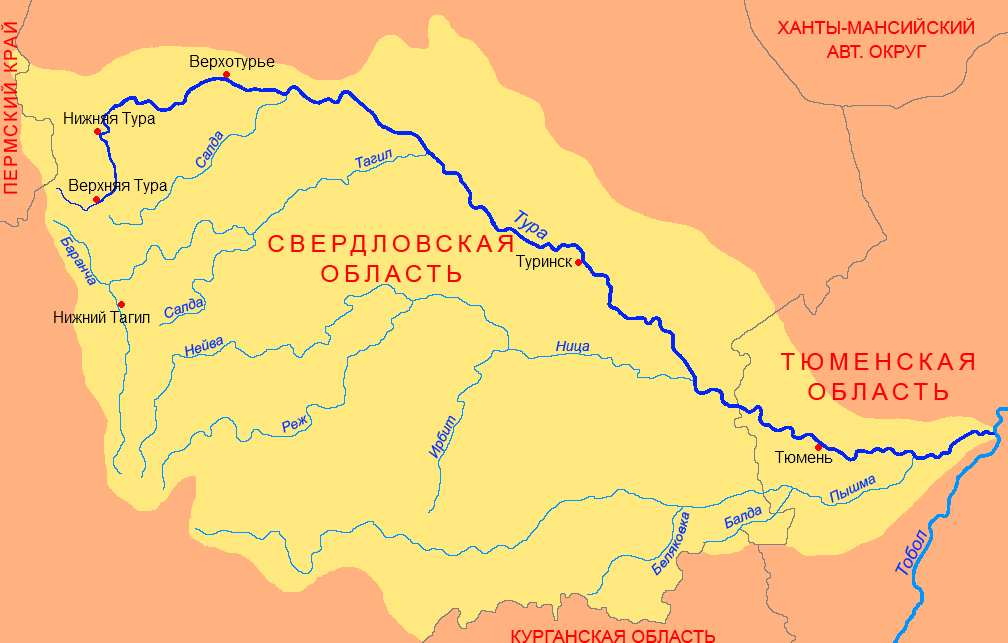
басейн Тури
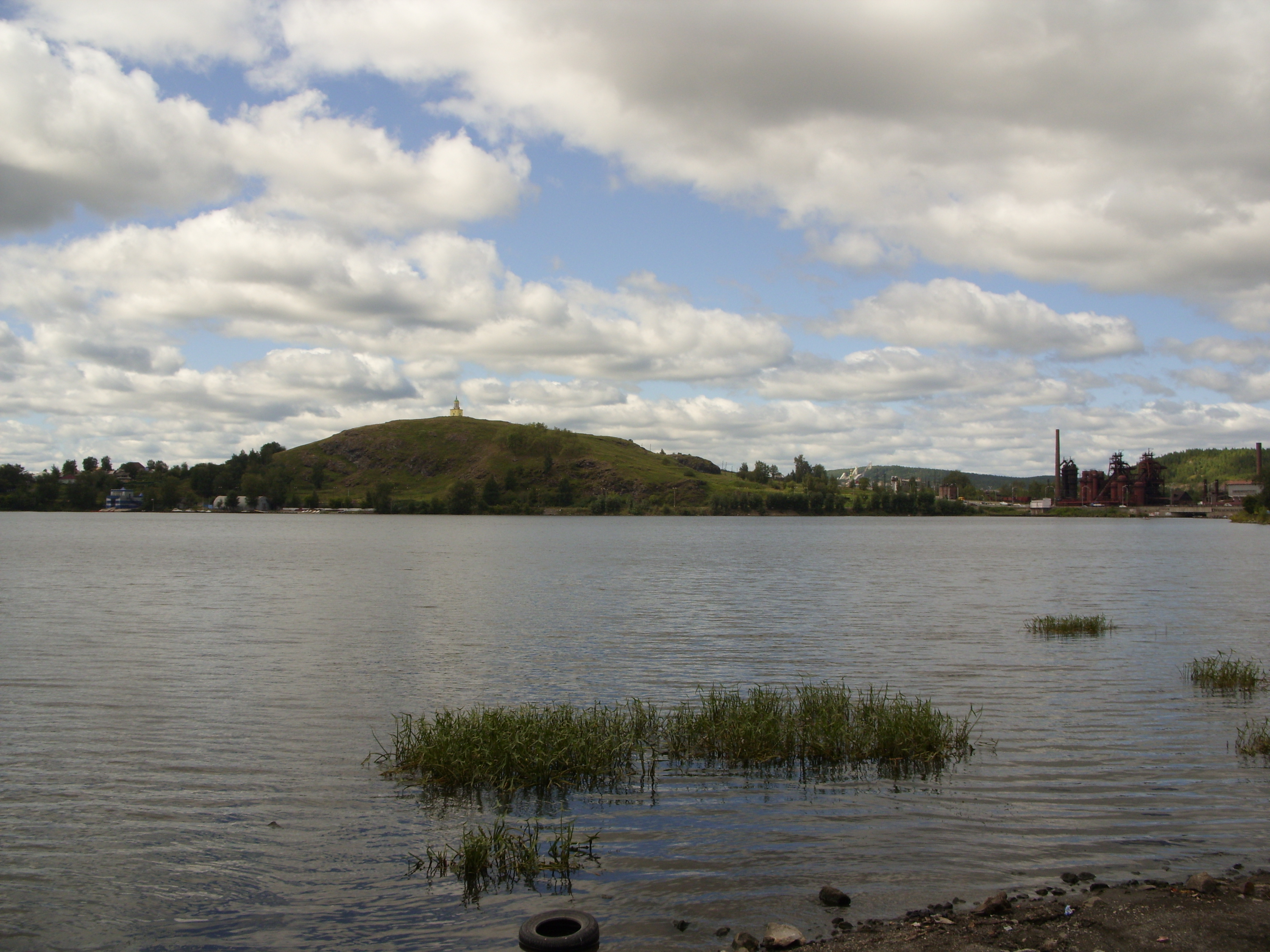
Вид на Тагільський ставок і Лису гору
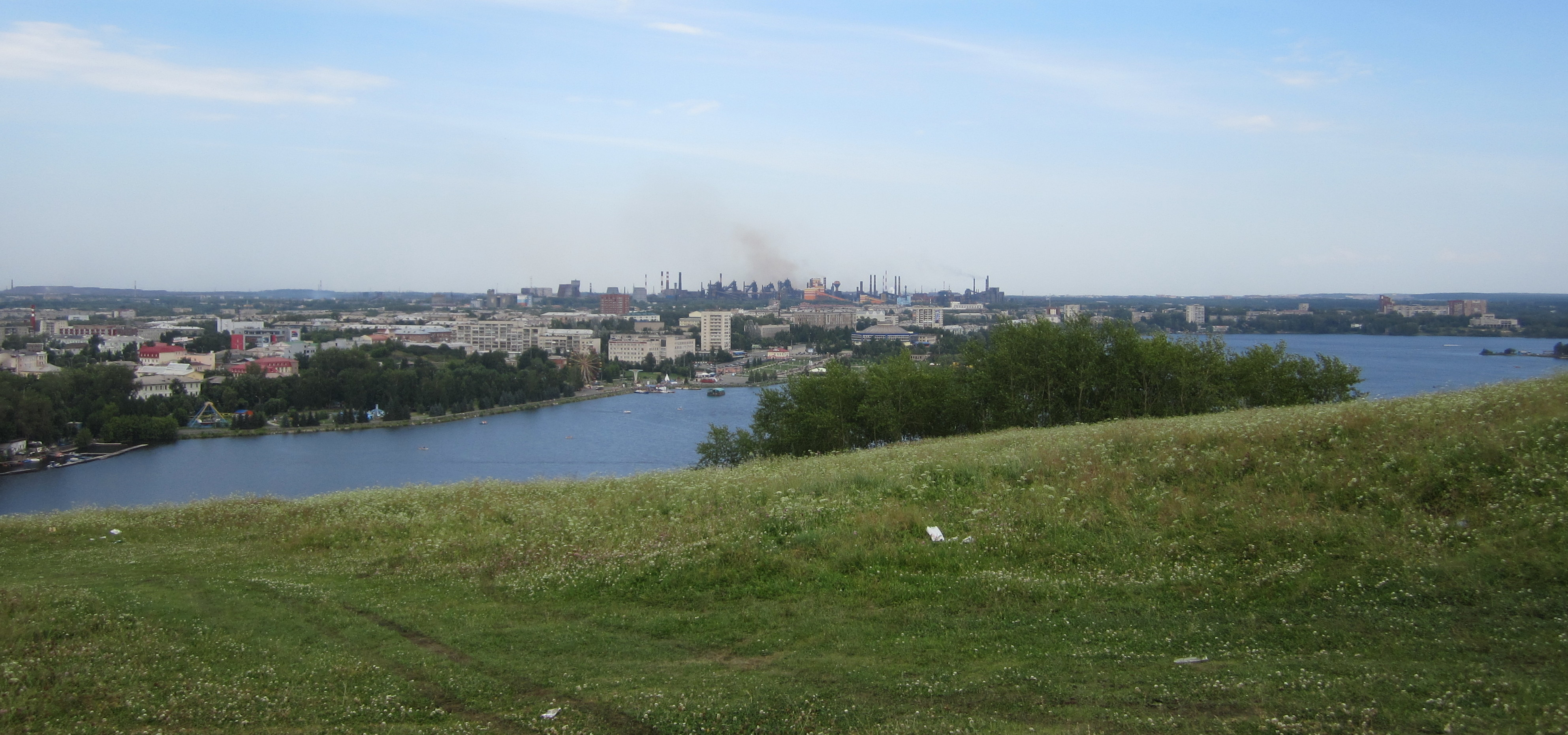
Тагільський ставок з Лисячої гори
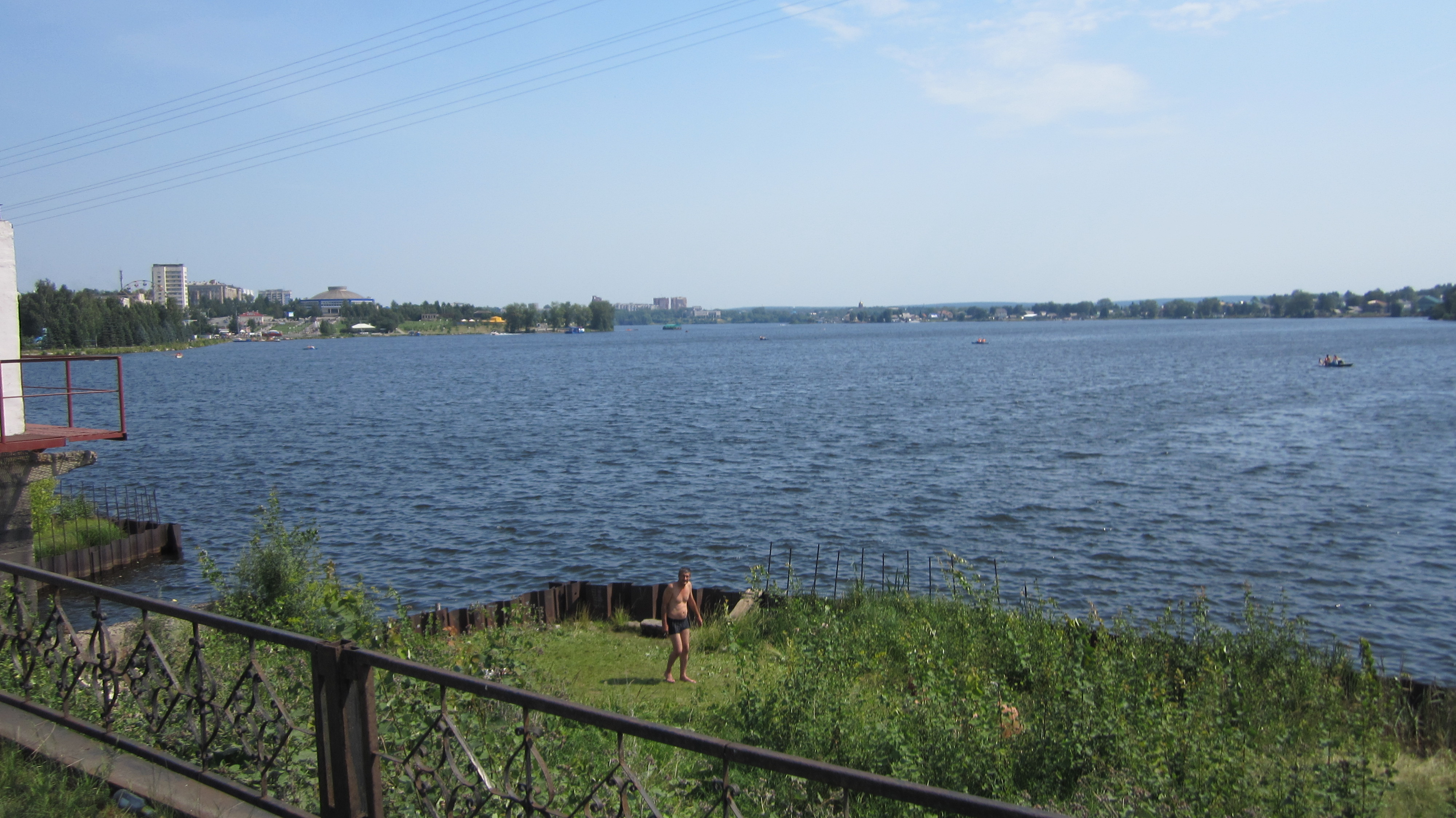
Тагільський ставок, вид із греблі заводу-музею